# Національний стадіон Лії Маноліу
Національний стадіон Лії Маноліу (рум. Stadionul Național „Lia Manoliu”) — колишній багатоцільовий стадіон у Бухаресті, Румунія, що вміщував 60 120 осіб. Стадіон був відкритий у 1953 році та знесений у 2008 році, і на його місці стоїть нинішня Арена Націонале. Протягом усього часу існування був домашньою ареною національної збірної Румунії з футболу.

## Історія
Він був побудований в 1953 році для 4-го Всесвітнього фестивалю молоді та студентів і спроектований відомим архітектором Вілі Юстером.
Спочатку він був відомий як Стадіон 23 серпня (рум. Stadionul 23 August), а 1990 року отримав назву Національний стадіон (рум. Stadionul Național). У 1998 році його було перейменовано на Національний стадіон Лії Маноліу на честь видатної спортсменки Лії Маноліу (1932—1998) на честь відомої румунської спортсменки, яка померла того року.
У 1981 році був головною ареною XI літньої Універсіади.

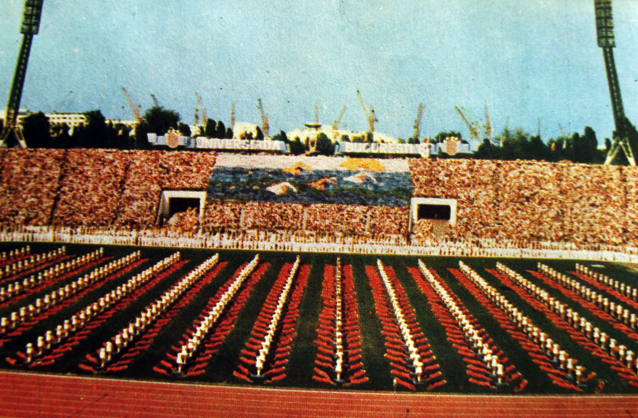
Стадіон під час Літньої Універсіади 1981 року.

Використовувався в основному для футбольних матчів та основне місце проведення фіналів Кубка Румунії, але після революції 1989 року тут відбулися також численні концерти, в тому числі концерт Майкла Джексона в рамках Dangerous World Tour 1 жовтня 1992 року перед 90 000 глядачами, а також концерт HIStory World Tour 14 вересня 1996 року перед 70 000 людей. Також тут проходили концерти гуртів Aerosmith (1994), Metallica (1999), Depeche Mode (2006), The Rolling Stones і George Michael (2007).
Національний стадіон встановив низку глядацьких рекордів за кількістю глядачів на трибунах, зокрема матч «Рапід» — «Стяуа» (0:2) та «Динамо» — «Спортул» (1:2) 16 березня 1985 року, на якому були присутні 100 тис. глядачів.
У жовтні 2005 року було прийнято рішення про повну реконструкцію стадіону; однак спочатку фінансування не було знайдено, тому замість перебудови проводився ремонт. Останнім футбольним матчем на стадіоні була перемога збірної проти Албанії з рахунком 6:1 21 листопада 2007 року. Після матчу зі стадіону прибрали кілька сидінь, як символічний початок демонтажу. Згодом стадіон було знесено, щоб звільнити місце для нового стадіону.

## Матчі збірної

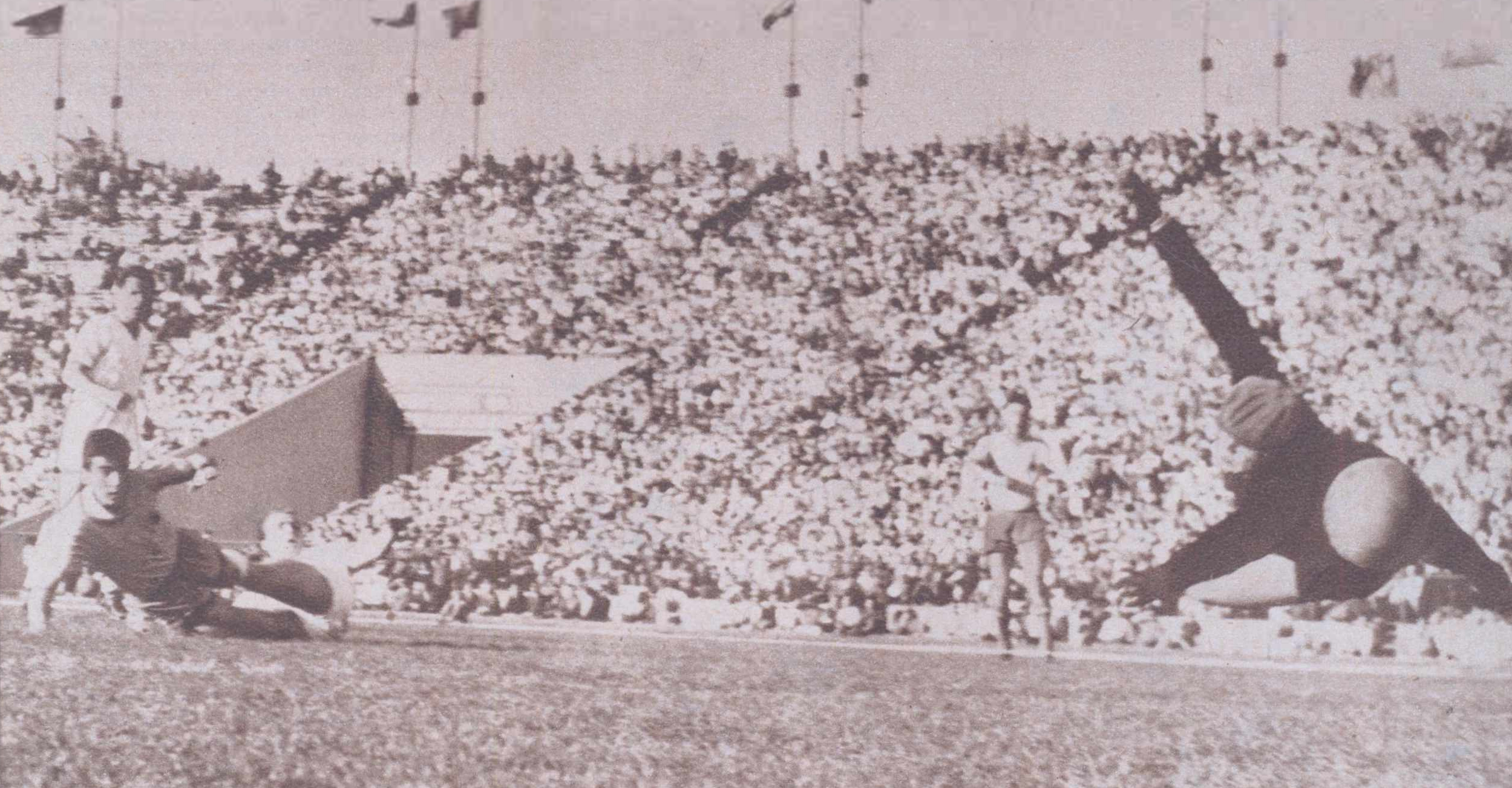
Матч Румунія-НДР на Національному стадіоні. 1963 рік.

Список матчів національної збірної Румунії з футболу на Національному стадіоні, на якому були присутні 50 000 осіб.
| Дата              | Господарі | Рахунок | Суперник       | Глядачів | Прим.         |
| ----------------- | --------- | ------- | -------------- | -------- | ------------- |
| 28 вересня 1955   | Румунія   | 1–0     | Бельгія        | 90.000   | [ 11 ]        |
| 26 жовтня 1958    | Румунія   | 1–2     | Угорщина       | 90.000   | [ 12 ]        |
| 18 вересня 1955   | Румунія   | 2–3     | НДР            | 90.000   | [ 13 ]        |
| 16 листопада 1969 | Румунія   | 1–1     | Греція         | 62.577   | [ 14 ]        |
| 25 жовтня 1953    | Румунія   | 0–1     | Чехословаччина | 90.000   | [ 15 ]        |
| 29 травня 1955    | Румунія   | 2–2     | Польща         | 80.000   | [ 16 ]        |
| 25 листопада 1962 | Румунія   | 3–1     | Іспанія        | 72.762   | [ 17 ]        |
| 30 травня 1965    | Румунія   | 1–0     | Чехословаччина | 80.000   | [ 18 ]        |
| 12 травня 1963    | Румунія   | 3–2     | НДР            | 80.000   | [ 19 ] [ 20 ] |
| 22 травня 1960    | Румунія   | 0–2     | Чехословаччина | 80.000   | [ 21 ]        |
| 14 травня 1972    | Румунія   | 2–2     | Угорщина       | 60.300   | [ 22 ]        |
| 16 квітня 1983    | Румунія   | 1–0     | Італія         | 80.000   | [ 23 ]        |
| 1 червня 1975     | Румунія   | 2–2     | Шотландія      | 52.203   | [ 24 ]        |
| 15 жовтня 1980    | Румунія   | 2–1     | Англія         | 80.000   | [ 25 ] [ 26 ] |
| 3 листопада 1957  | Румунія   | 3–0     | Греція         | 54.465   | [ 27 ]        |
| 29 вересня 1957   | Румунія   | 1–1     | Югославія      | 68.758   | [ 28 ]        |
| 8 листопада 1959  | Румунія   | 1–0     | Болгарія       | 80.000   | [ 29 ]        |
| 2 серпня 1959     | Румунія   | 0–0     | СРСР           | 80.000   | [ 30 ]        |
| 2 листопада 1958  | Румунія   | 3–0     | Туреччина      | 70.000   | [ 31 ]        |
| 9 жовтня 1955     | Румунія   | 1–1     | Болгарія       | 70.000   | [ 32 ]        |
| 12 жовтня 1969    | Румунія   | 1–0     | Португалія     | 58.573   | [ 33 ]        |